# 네 여자의 수다
《네 여자의 수다》(無窮動: Perpetual Motion, 무궁동)는 중국에서 제작된 닝 잉 감독의 2005년 영화이다. 이근근 등이 주연으로 출연하였고 저영 등이 제작에 참여하였다.

## 출연

### 주연
- 이근근
- 홍황
- 유색랍
- 평연니
- 장함지